# Poljubinj
Poljubinj – wieś w Słowenii, w gminie Tolmin. W 2018 roku liczyła 436 mieszkańców.